# Szkielet (anatomia)

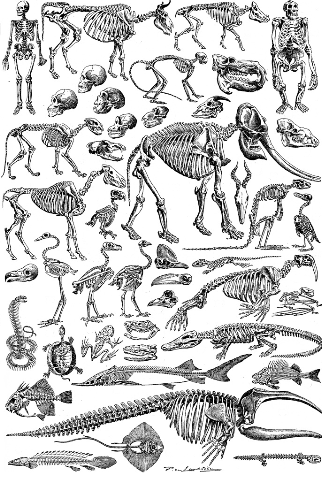
Szkielety kręgowców

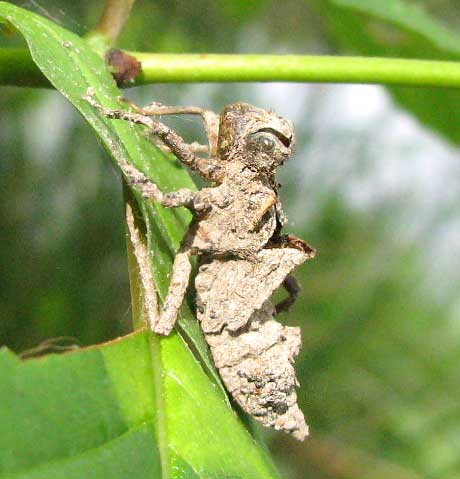
Egzoszkielet nimfy ważki (wylinka)

Szkielet, układ szkieletowy, kościec (łac. skeleton, skeletus) – twarda konstrukcja anatomiczna wchodząca w skład ciała zwierząt.
Szkielet może:
- stanowić miejsce przyczepu mięśni[2][3];
- nadawać ciału kształt[2];
- być osłoną dla narządów[1][2][3].

Zbudowany może być z substancji nieorganicznych lub organicznych.

## Rodzaje szkieletu
Ze względu na funkcję:
- szkielet właściwy – służący do poruszania się organizmu jako miejsce przyczepu i podpory mięśni (np. układ kostny).
- szkielet ochronny – służący do mechanicznej ochrony organizmu lub narządu (muszla, karapaks żółwi)
- szkielet ruchowo-obronny – pełniący obie ww. funkcje (pancerz stawonogów)

Ze względu na położenie:
- szkielet zewnętrzny (egzoszkielet) – na zewnątrz ciała, typowy dla bezkręgowców (stawonogi, mięczaki), u kręgowców zwany szkieletem skórnym, na który składają się płytki kostne, zęby, łuski oraz rogowe wytwory naskórka, jak włosy, dzioby, pazury, rogi
- szkielet wewnętrzny (endoszkielet) – wewnątrz ciała, typowy dla strunowców, w pewnych postaciach również u bezkręgowców
  - szkielet somatyczny
    - szkielet osiowy (mózgoczaszka, kręgosłup, żebra, mostek, struna grzbietowa)
    - szkielet kończyn i obręczy kończyn

  - szkielet wisceralny (trzewny)
    - trzewioczaszka
    - szkielet serca

Wewnętrzny szkielet kręgowców bywa nazywane układem kostnym.
Specyficznym niesztywnym rodzajem szkieletu jest hydroszkielet, czyli system jam ciała wypełnionych płynem nadającym ciału sztywność.

## Budowa
Szkielet może być zbudowany z substancji organicznych, nieorganicznych, a także z kombinacji obu rodzajów substancji. Szkielet kręgowców zbudowany jest z kości (różne białka i sole mineralne, np. hydroksyapatyt) i chrząstek (głównie białka) oraz różnych wytworów rogowych (keratyna). Również u głowonogów występuje wewnętrzny szkielet chrzęstny. Szkielet stawonogów, niektórych ameb, wieloszczetów i in. zbudowany jest w dużej mierze z chityny (oskórek), czasem z udziałem substancji mineralnych, jak węglan wapnia (karapaks). Szkielet mięczaków z konchioliny i węglanu wapnia. Szkielet niektórych innych organizmów (otwornice, koralowce sześciopromienne) niemal wyłącznie z węglanu wapnia. Szkieletowe igły gąbek mogą składać się z różnych substancji, takich jak spongina, węglan wapnia, krzemionka. Z kolei szkielet osłonic – tunika – zawiera celulozę.
Szkielet może składać się drobnych, niepołączonych elementów – sklerytów, płytek kostnych albo tworzyć układ narządów. Kościec kręgowców tworzy układ mięśniowo-szkieletowy wraz z mięśniami określanymi jako szkieletowe. Szkielet niektórych zwierząt łączy elementy o różnym pochodzeniu, np. skorupa żółwi jest zbudowana z przekształconych kości klatki piersiowej (żeber, kręgosłupa) i łusek rogowych. Szkieletem nazywane są skorupki protistów z grup będących tradycyjnie obiektem badania zoologii, podczas gdy podobne struktury tzw. protistów roślinnych w zasadzie nie są określane tą nazwą, podobnie jak struktury roślinne zbudowane z tkanki wzmacniającej pełniące rolę analogiczną do szkieletu zwierząt (a także szkieletów wytworów człowieka).